# 哈扎·曼苏里
哈扎·曼苏里（阿拉伯语：‎，1983年12月13日—）是一位阿拉伯联合酋长国宇航员，也是该国的第一位宇航员。

## 早年
哈扎·曼苏里1983年12月13日出生于阿拉伯联合酋长国阿布扎比郊区的阿尔瓦斯巴，高中毕业后进入哈利法·本·扎耶德航空学院学习，于2004年获得了航空科学和军用航空学士学位。随后他加入阿拉伯联合酋长国武装力量空军并成为一名战斗机飞行员，是阿拉伯联合酋长国最年轻的F-16飞行员，拥有14年的军事航空经历，曾参加过红旗演习。此外，他也有航空飞行表演经历，参加过2017年迪拜航展、阿拉伯联合酋长国国庆日与2018年阿拉伯联合酋长国武装力量空军成立50周年的飞行表演。

## 宇航员生涯
阿拉伯联合酋长国穆罕默德·本·拉希德航天中心于2017年启动了该国的宇航员计划。2018年8月，哈扎·曼苏里与苏丹·尼亚迪被确定从4022名申请者中脱颖而出。根据穆罕默德·本·拉希德航天中心与俄罗斯航天国家集团的协议，两人在加加林宇航员培训中心接受太空培训。
2019年4月，穆罕默德·本·拉希德航天中心宣布哈扎·曼苏里将搭乘联盟MS-15成为阿拉伯联合酋长国的首名宇航员，而苏丹·尼亚迪则被确定为他的后备人员。

### 国际空间站
联盟MS-15

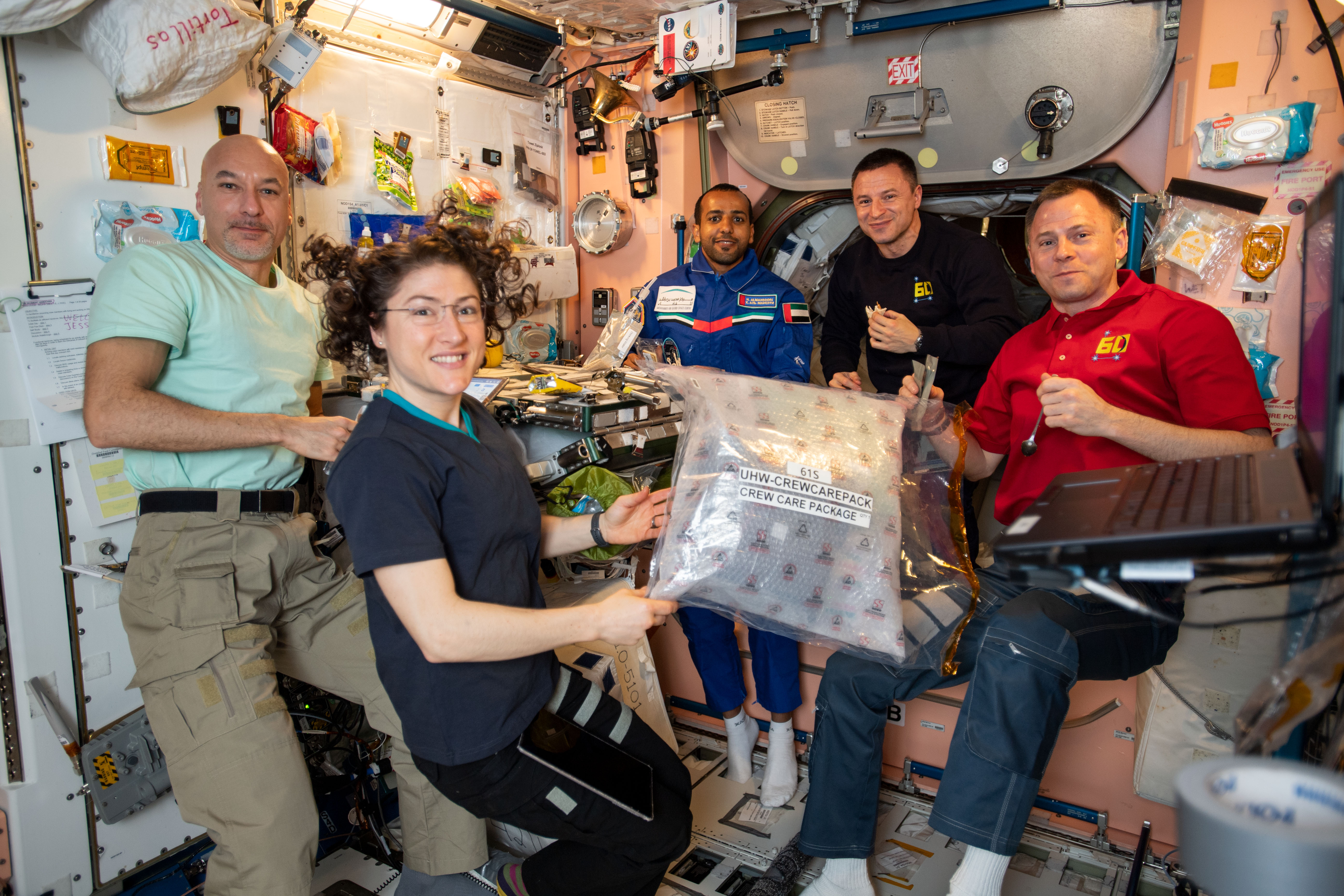
与国际空间站乘组在团结号节点舱就餐

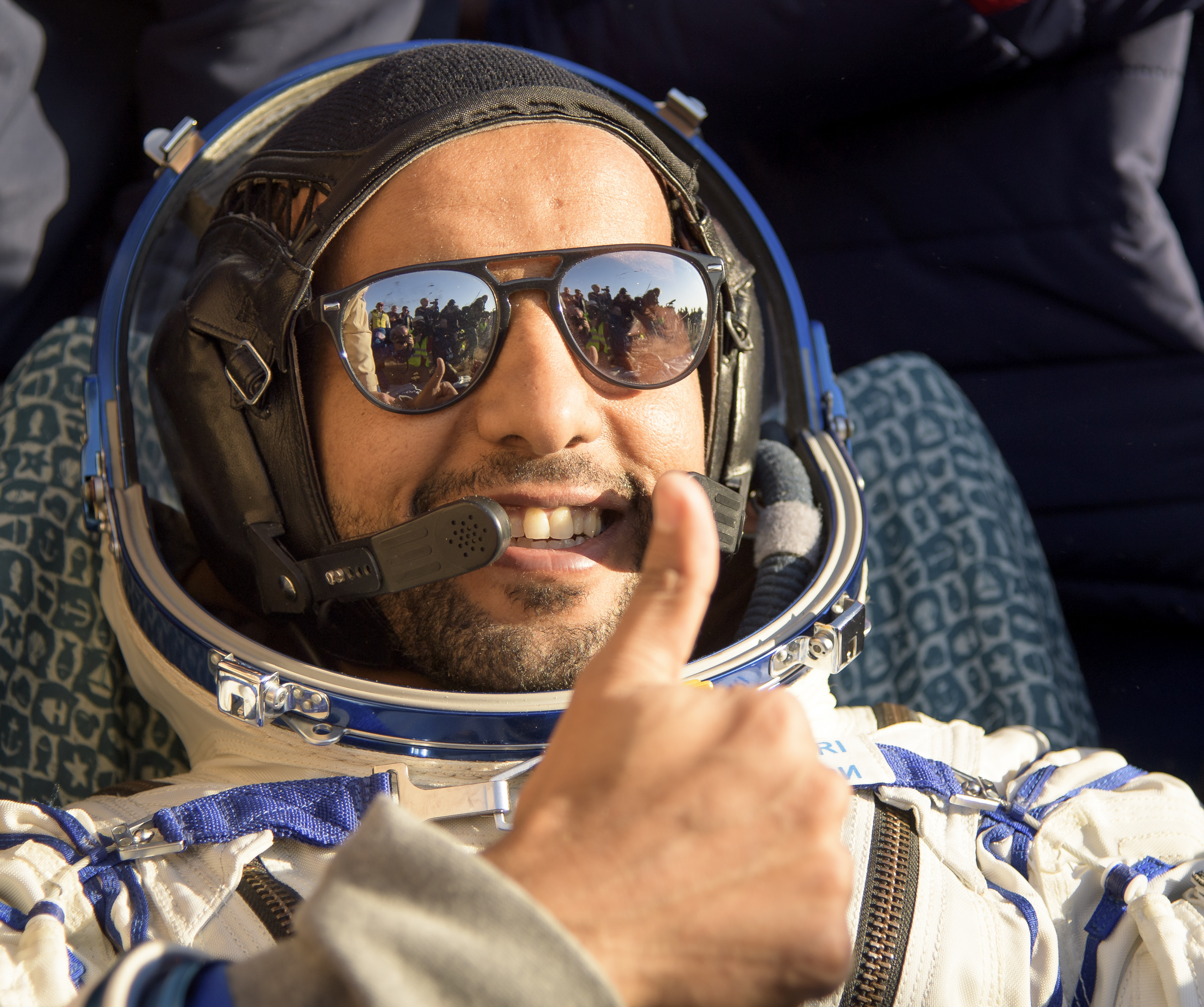
着陆后的哈扎·曼苏里

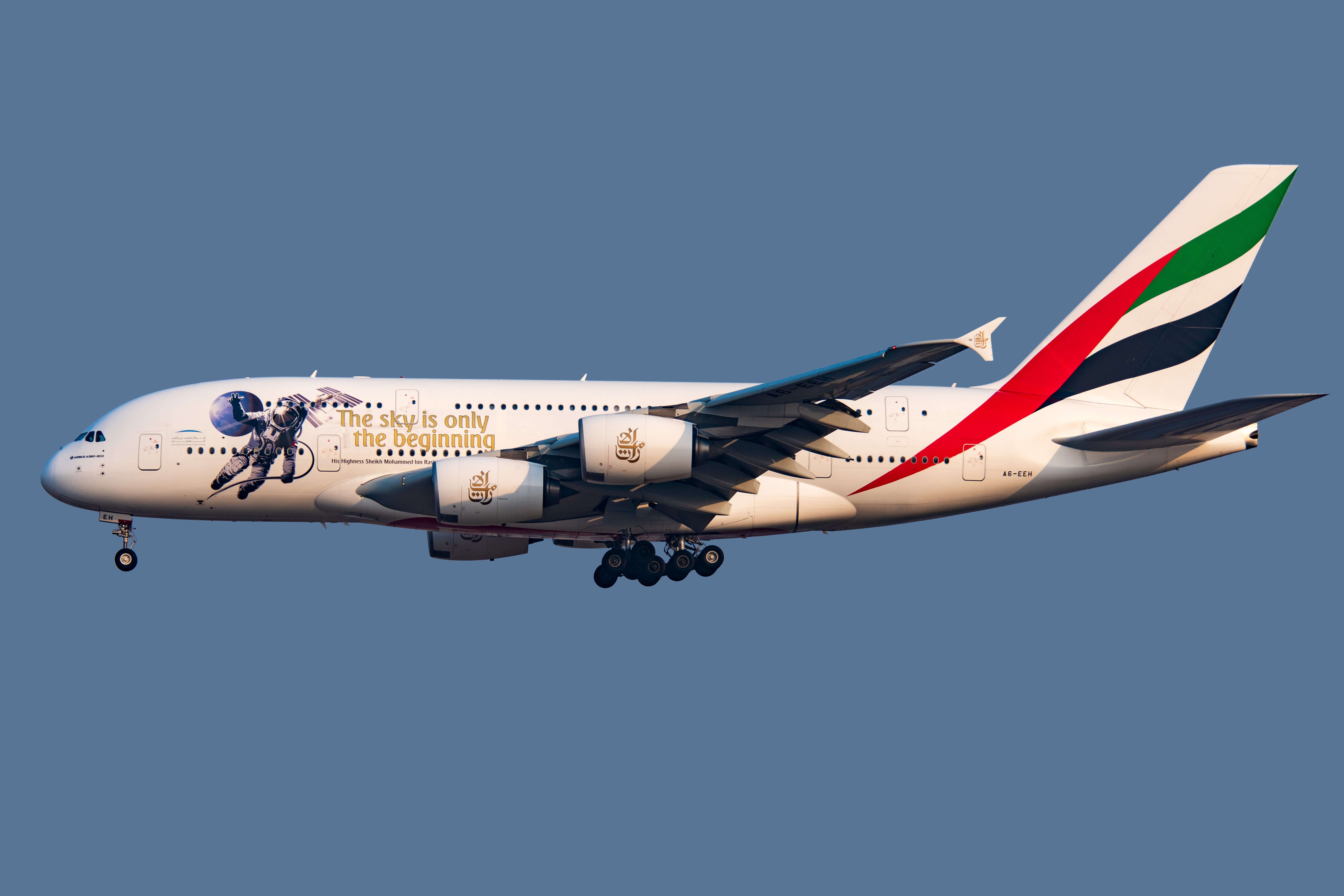
带有哈扎·曼苏里彩绘的阿联酋航空A380（A6-EEH）

2019年9月25日13时57分，哈扎·曼苏里以飞行工程师身份与俄罗斯宇航员奥列格·斯克里波奇卡、美国宇航员安德烈亚斯·莫根森搭乘联盟MS-15升空，同日19时42分与国际空间站星辰号服务舱对接。在太空期间，哈扎·曼苏里进行了16项科学实验，包括微重力环境下人体、运动控制、空间流体力学等多个领域。10月3日，哈扎·曼苏里与俄罗斯宇航员阿列克谢·奥夫奇宁、美国宇航员尼克·黑格乘坐联盟MS-12返回地球。

### 太空任务总计
| # | 发射载具  | 发射时间（UTC）       | 着陆载具  | 着陆时间（UTC）       | 时长总计   | 舱外活动次数 | 舱外活动时长 |
| - | --------- | --------------------- | --------- | --------------------- | ---------- | ------------ | ------------ |
| 1 | 联盟MS-15 | 2019年9月25日13时57分 | 联盟MS-12 | 2019年10月3日10时59分 | 7日21时1分 | 0            | 0            |
|   |           |                       |           |                       | 7日21时1分 | 0            | 0            |